# Пастырское
Пасты́рское (укр. Пастирське) — село в Смелянском районе Черкасской области Украины.
Население по переписи 2001 года составляло 1078 человек. Почтовый индекс — 20756. Телефонный код — 4733. До 1954 года село находилось в Киевской области.

## Местный совет
20756, Черкасская обл., Смелянский р-н, с. Пастырское, ул. Ленина, 66

## Археология

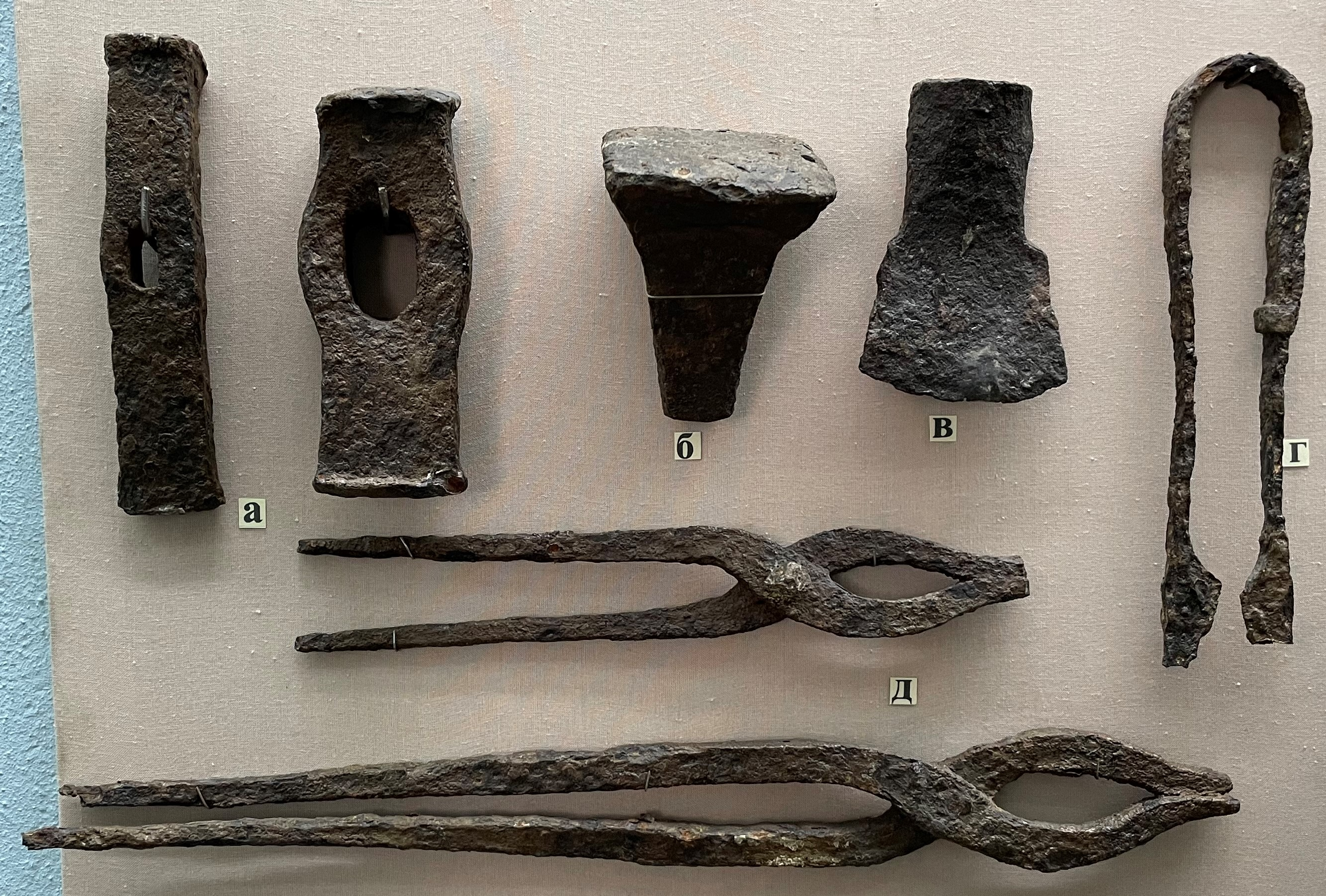
Набор кузнечных инструментов, найденных во время раскопок Пастырского городища (Археологический музей (Институт археологии НАН Украины) Института археологии НАН Украины)

- В 3 км к западу от села на территории хутора Свинолуповка находится Пастырское городище VII—VIII веков. Долиной реки Сухой Ташлык (приток Тясмина) более узкая левобережная часть городища площадью ок. 5 га отделена от правобережной части городища площадью ок. 15 га. Нижние слои городища, где прослеживается 2 этапа сооружения укреплений — VII—VI и IV—III веков до нашей эры, относятся к скифской археологической культуре. В раннем Средневековье была обжита в основном левобережная часть[1]. Открыты остатки жилищ полуземляночного и наземного типов, посуда, приготовленная на гончарном круге, орудия труда (серпы, косы и др.), ювелирные изделия из бронзы и серебра[2]. Пастырское городище и другие археологические памятники (городище Бжецлав-Поганско и клад из Земянского Врбовка в Словакии, клады из Залесья в Среднем Поднестровье и Харьевки в Среднем Поднепровье и др.) являются свидетельством переселений славян с территории Подунавья после прихода на Балканы протоболгар хана Аспаруха в 679—680 годах. Возможно, именно этот исход потомков антов и стал основой рассказа летописца Нестора о дунайской прародине славян[3]. Киев на рубеже VII—VIII веков по уровню социально-экономического развития был, по сравнению с синхронным Пастырским городищем, рядовым поселением[4].
- В урочище Шарповка поблизости от села Пастырского находится скифское Шарповское городище[укр.][5].